# Pas (cavall)

El pas, un aire de quatre temps o "batudes".

El pas és un aire de 4 batudes en el que el cavall es desplaça (o pot desplaçar-se) a més de 6 km/h. La seqüència és la següent: pota darrere esquerra, pota davant esquerra, pota darrere dreta, pota davant dreta. El ritme de batuda és regular: 1,2,3,4,...Quan marxa al pas, el cavall sempre té una pota alçada i les altres tres reposant a terra, fora de l'instant en què el pes es transfereix d'una pota a la següent. El cavall acompanya el moviment amb una lleugera oscil·lació de cap i coll amunt i avall que ajuda a conservar l'equilibri.
Idealment, els unglots posteriors ultrapassen les petges dels unglots anteriors. Com més gran sigui l'increment (de les ungles posteriors en relació amb els punts de contacte previs de les ungles anteriors amb el sòl) més còmode resulta el pas per al genet. Cada cavall camina de forma particular però algunes races destaquen per una marxa especialment suau. El genet però, gairebé sempre reb una sensació de desplaçament lateral de vaivé, provocada pel moviment de les potes posteriors del cavall en avançar.
Els cavalls Tennessee Walking tenen un caminar natural especialment ràpid. Quan un cavall accelera el seu pas, de forma voluntària o a instàncies del genet, hi ha un moment en què la regularitat de la cadència es perd: el cavall deixa d'anar al pas i es posa a trotar o a amblar.